# Антонио II Аччайоли

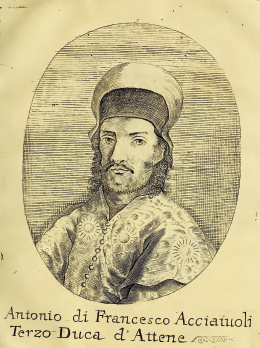

Антонио II Акциайоли (после 1416 — 1441) — герцог Афинский с 1439 года.
Антонио был младшим сыном Франческо Акциайоли, правителя Сикамино, и Маргариты Мальпиги. Он родился во Флоренции, и совсем маленьким ребенком уехал в с братьями Нерио и Джованни в Аттику, где скончался их отец. Герцог Антонио I, приходившийся сиротам двоюродным дядей, сделал Антонио епископом Кефалонии, а Джованни — архиепископом Фив. Согласно завещанию бездетного герцога, трон в Афинах после его смерти достался старшему из братьев, Нерио II Акциайоли, слабохарактерному и тихому человеку, который больше любил изучать античное наследие Эллады, чем заниматься государственными делами.
В 1439 году Антонио помощью турок сверг брата с престола, и стал править сам. Нерио II уступил власть почти без боя, и уехал во Флоренцию. Антонио II был энергичным и властным правителем, но правил слишком короткое время. Женой его была Мария Зорци, сестра жены брата Нерио, родившая ему сына Франческо. Антонио умер в 1441 году очень молодым человеком. После его смерти Нерио II вернулся из Италии, и повторно утвердился на престоле в Афинах.